# European Club Cup of Champions
De European Club Cup of Champions (ECCC) was het hoogste internationale toernooi voor clubteams in het Europese tafeltennis. Deze toernooivorm werd met ingang van 1998/99 opgevolgd door de European Champions League (ECL). De ETTU organiseerde de European Club Cup of Champions sinds 1960/61 voor mannen en van 1963/64 tot en met 2005 viel ook het vrouwentoernooi onder deze noemer (dat daarna ook ECL werd).
De finales worden beslist op basis van een dubbele ontmoeting waarin beide ploegen één keer thuis spelen. Bij een gelijk aantal gewonnen partijen na twee duels, geeft het totaal aantal gewonnen games de doorslag.

## Finales

### Mannen
*Winnaar telkens eerstgenoemd
- 2001  STK Vecernji List Zagreb -  Morlini Ostróda
- 2000  TTC Zugbrücke Grenzau -  TTVA Valcovny Frydek-Mistek
- 1999  TTV Hornstein -  TTC Unirea Uzdin
- 1998  Borussia Düsseldorf -   Libertas Alfaterna
- 1997  Borussia Düsseldorf (-   Libertas Alfaterna
- 1996  Sporting Villette Charleroi -  UTT Levallois
- 1995  UTT Levallois -  Sporting Villette Charleroi
- 1994  Sporting Villette Charleroi -  Borussia Düsseldorf
- 1993  Borussia Düsseldorf -  Sporting Villette Charleroi
- 1992  Borussia Düsseldorf -  ATSV Saarbrücken
- 1991  Borussia Düsseldorf -  UTT Levallois
- 1990  UTT Levallois -  ATSV Saarbrücken
- 1989  Borussia Düsseldorf -  Falkenbergs BTK
- 1988  Zugbrücke Grenzau -  Spartacus Budapest
- 1987  Zugbrücke Grenzau -  ATSV Saarbrücken
- 1986  ATSV Saarbrücken -  Vitkovice Ostrava
- 1985  AZS Gdansk -  BVSC Budapest
- 1984  Simex Jülich -  Vitkovice Ostrava
- 1983  Heinzelmann Reutlingen -  Borussia Düsseldorf
- 1982  Heinzelmann Reutlingen -  BVSC Budapest
- 1981  Spartacus Budapest -  AZS Gdansk
- 1980  Spartacus Budapest -  BVSC Budapest
- 1979  Spartacus Budapest -  Borussia Düsseldorf
- 1978  Sparta Praha -  Spartacus Budapest
- 1977  Sparta Praha -  Falkenbergs BTK
- 1976  GSTK Vjesnik Zagreb -  Sparta Praha
- 1975  Sparta Praha -  GSTK Vjesnik Zagreb
- 1974  GSTK Vjesnik Zagreb -  Boo Kfum
- 1973  GSTK Vjesnik Zagreb -  Spartacus Budapest
- 1972  Ormesby TTC -  Falkenbergs BTK
- 1971  Spartacus Budapest -  Mariestads Bois
- 1970  Spartacus Budapest -  Mariestads Bois
- 1969  Slavia VS Praha -  Mariestads Bois
- 1968  Slavia VS Praha -  Solvesborgs BTK
- 1967  CSM Cluj -  BVSC Budapest
- 1966  CSM Cluj -  Lokomotiva Brno
- 1965  CSM Cluj -  SC Leipzig
- 1964  CSM Cluj -  Vasutepitö Törekves
- 1963  Vasutepitö Törekves -  CSM Cluj
- 1962  GSTK Zagreb -  Vörös Meteor
- 1961  CSM Cluj -  Lokomotive Leipzig

### Vrouwen
*Winnaar telkens eerstgenoemd
- 2005  Müllermilch Langweid -  Statisztika Budapest
- 2004  Müllermilch Langweid -  ASKÖ Erdgas Linz Froschberg
- 2003  FSV Kroppach -  Sterilgarda TT Castel Goffredo
- 2002  Henk ten Hoor DTK -  FC Langweid
- 2001  Statisztika Budapest -  FC Langweid
- 2000  Statisztika Budapest -  FC Langweid
- 1999  Statisztika Budapest -  Teltwolt Tarnobrzeg
- 1998  Team Galaxis Lübeck -  Statisztika Budapest
- 1997  FC Langweid -  Statisztika Budapest
- 1996  Statisztika Budapest -  TSG Dülmen
- 1995  Statisztika Budapest -  TSG Dülmen
- 1994  Statisztika Budapest -  Spvg Steinhagen
- 1993  Spvg Steinhagen -  Statisztika Budapest
- 1992  Spvg Steinhagen -  Statisztika Budapest
- 1991  Statisztika Budapest -  BSE Budapest
- 1990  Statisztika Budapest - Trade Unions Moscow
- 1989  Statisztika Budapest -  Spartak Vlasim
- 1988  Spartak Vlasim -  Avanti Hazerswoude
- 1987  Avanti Hazerswoude -  Spartak Vlasim
- 1986  Statisztika Budapest -  Tolnai Vörös Lobogo
- 1985  Statisztika Budapest -  Tolnai Vörös Lobogo
- 1984  Statisztika Budapest -  Tolnai Vörös Lobogo
- 1983  Statisztika Budapest -  Mladost Zagreb
- 1982  Statisztika Budapest -  Tolnai Vörös Lobogo
- 1981  Statisztika Budapest -  Varbergs BTK
- 1980  Statisztika Budapest -  Tolnai Vörös Lobogo
- 1979  Statisztika Budapest -  CS Arad
- 1978  Statisztika Budapest -  Spartak Vlasim
- 1977  Statisztika Budapest -  Varbergs BTK
- 1976  Statisztika Budapest -  Sparta Praha
- 1975  Sparta Praha -  Varbergs BTK
- 1974  Statisztika Budapest -  Gainsford
- 1973  Statisztika Budapest -  Start Praha
- 1972  Statisztika Budapest -  Start Praha
- 1971  Statisztika Budapest -  Start Praha
- 1970  Statisztika Budapest -  Start Praha
- 1969  BSG Aussenhandel -  Ferencvarosi Torna
- 1968  BSG Aussenhandel -  Sparta Praha
- 1967  Progressul -  Sparta Praha
- 1966  DTC Kaiserberg -  Vörös Meteor
- 1965  Vointa Arad -  DTC Kaiserberg
- 1964  Vointa Arad -  Vörös Meteor